# Alphonso van Gèle

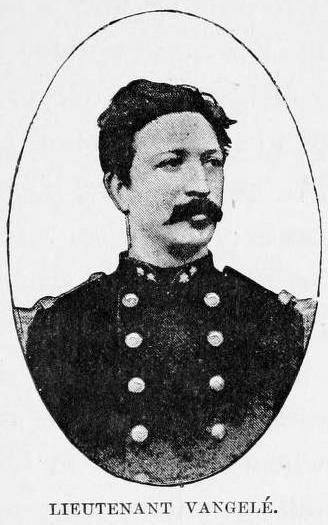
Alphonso van Gèle.

Alphonso van Gèle, född den 25 april 1849 i Bryssel, död där den 23 februari 1939, var en belgisk upptäcktsresande i Afrika.
van Gèle förde 1882 en avdelning sansibariter till Kongo och förvaltade därefter distriktet Stanley Falls. Under en följande tjänstgöring i Kongostaten undersökte han flera av Kongoflodens tillflöden, särskilt Ubangifloden, och konstaterade, då han 1890 västerifrån nådde Mbomus utlopp i Ubangi, att Ubangi är nedre loppet av Uelle, som Wilhelm Junker 1883 österifrån följt ungefär till denna trakt.